# Obang
Obang est un village, siège de chefferie traditionnelle de 2e degré du Cameroun situé dans l’arrondissement et la commune de Bafut, dans le département de la Mezam et dans la Région du Nord-Ouest.

## Géographie
La localité est située sur la route nationale 11 (axe Bafut-Wum) à 24 km au nord du chef-lieu communal Bafut.

## Population
Lors du recensement de 2005, on a dénombré 1 243 habitants à Obang, dont 583 hommes et 660 femmes.

## Établissement scolaire
Entre autres, le GHS Obang, un établissement scolaire public du sous-système anglophone, dispense un enseignement général de 1er et de 2e cycle.